# Kamychovi (kraï du Primorié)
Kamychovi (en russe : Камышовый, jusqu'en 1972 Fatashi (en chinois : 發大石)) est un village du raïon de Khassan du kraï du Primorié en Extrême-Orient russe. Sa population s'élevait à 124 habitants au recensement de 2010.

## Géographie
La localité est située dans le kraï du Primorié, un sujet de l'Extrême-Orient de la Russie, en Mandchourie-Extérieure, qui était autrefois chinoise (avant 1860). Elle se trouve dans le district fédéral extrême-oriental. Elle est l'une des 37 localités du raïon de Khassan, raïon situé à l'extrémité sud du kraï, au bord du golfe de Pierre-le-Grand. Son centre administratif est la commune urbaine de Slavianka
Kamychovi, comme tout le kraï du Primorié, est située dans le fuseau horaire MSK+7 (heure de Vladivostok). Le décalage horaire appliqué par rapport au temps universel coordonné est +10:00.

## Histoire
La localité a été fondée en 1878.

## Démographie
Recensements (*) et estimations de la population,,,:
| 1897* | 2002 * | 2010* | - |
| ----- | ------ | ----- | - |
| 733   | 160    | 124   | - |

Selon le recensement de 2002, sur les 160 habitants, il y avait 83 % de Russes.